# Interplanetarisk rejse
En interplanetarisk rejse er hvor et objekt f.eks. en rumsonde foretager en rejse mellem planeterne i et solsystem.

## Hidtidige interplanetariske rejser
NASA's Apollo-program har transporteret tolv mennesker til månen og tilbage til jorden: Apollo 11-17, undtaget 13, dvs. seks missioner, hver med tre astronauter af hvilke to af astronauterne landede på månen. Der har været foretaget ubemandet rummissioner, der har passeret tæt på de fleste planeter i Solsystemet.
| Rumfart | Spire Denne artikel om rumfart er en spire som bør udbygges. Du er velkommen til at hjælpe Wikipedia ved at udvide den. |